# Aeronca 50 Chief
Les monoplans Aeronca 50 Chief et Aeronca 65 Chief sont des biplaces côte-à-côte de sport et d'école américains de l'entre-deux-guerres qui ne se distinguent que par leur motorisation. Ils ont donné naissance à une version biplace en tandem, l'Aeronca 65 Defender, dont sera tiré l'Aeronca L-3 Grasshopper.

## Développement
C'est en 1938 qu'est apparu l'Aeronca KCA, un monoplan biplace à aile haute haubanée et train fixe de tourisme et d’école dérivé de l’Aeronca K. Il fut certifié (ATC-675) avec un moteur Continental de 50 ch, quelques exemplaires recevant un moteur Franklin 4AC ou Menasco M-50 de même puissance. La clientèle réclamant plus de confort et une instrumentation plus complète, apparut presque simultanément nouvelle version à fuselage élargi, l’Aeronca 50C Chief et, presque logiquement, une version plus puissante, l’Aeronca 65C Chief à moteur 65 ch. La version de luxe fut baptisée Aeronca 65 Super Chief. Les Aeronca 50 et 65 seront bien entendu proposés avec des moteurs Franklin, Menasco ou Lycoming.

## Déclinaison des modèles

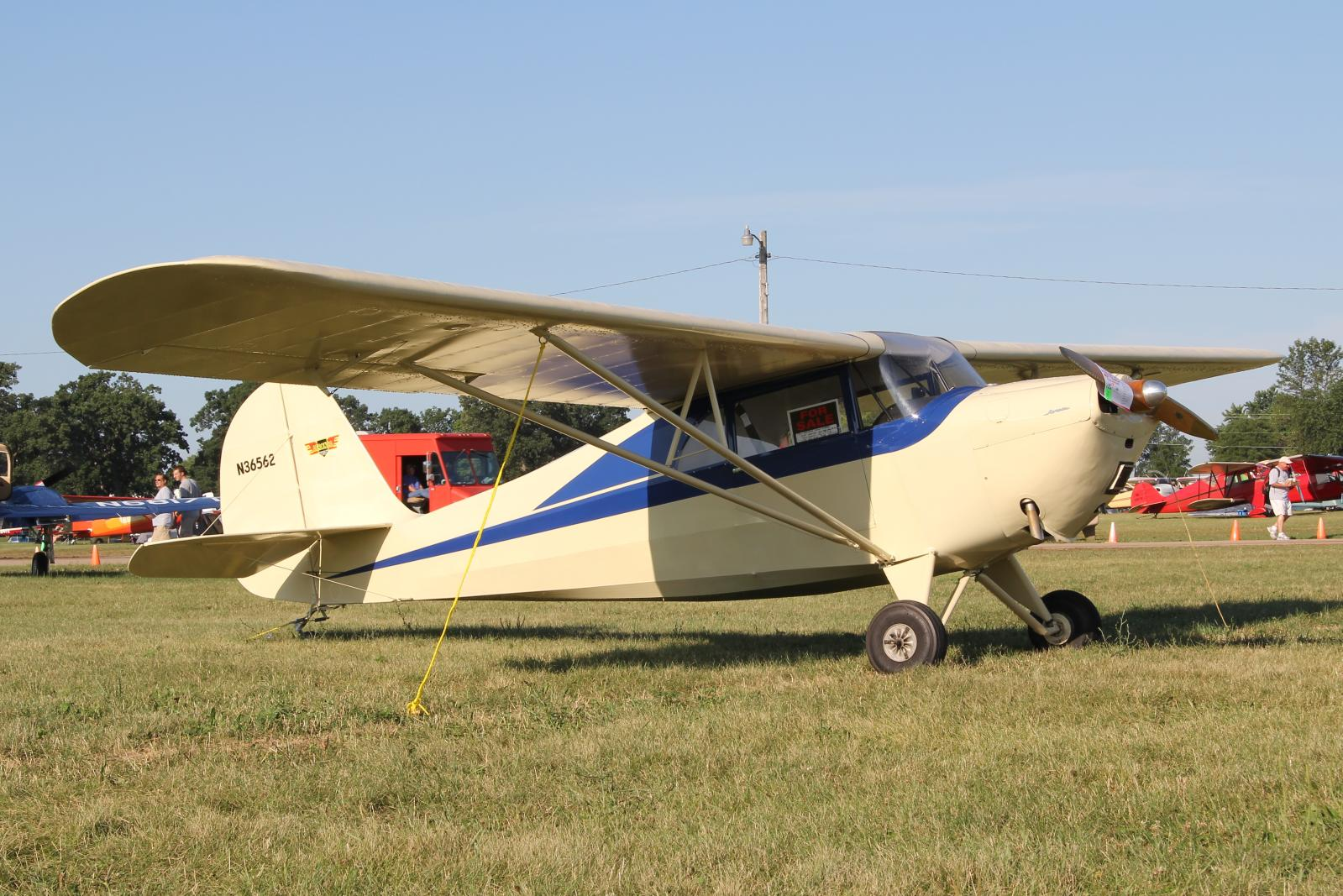
Aeronca 65-CA Super Chief

- Aeronca KCA Chief : Evolution aérodynamique de l’Aeronca KC Scout. Certifié en 1938 (ATC-675) avec un moteur Continental de 50 ch. 62 exemplaires furent construits avant l’apparition d’une version à cabine élargie, l’Aeronca 50C Chief.
- Aeronca KF Chief : Version du précédent à moteur Franklin 4AC de 50 ch, dont la version à fuselage élargi sera désignée Aeronca 50F Chief. 5 exemplaires construits [NC21067, NC21063, NC21092/21094].
- Aeronca KM Chief : Version du KCA Chief à moteur Menasco M-50 de 50 ch. 9 exemplaires construits, la version à fuselage élargi devenant l’Aeronca 50M Chief.
- Aeronca 50C Chief : Version de base à moteur 50 ch, équipé d’un Continental A-50. Cet appareil fut lancé de façon spectaculaire : Johnnie Jones vola sans escale de Los Angeles à New York entre les 29 et 30 novembre 1938, couvrant 4 484 km en 30 h 47 min, soit une moyenne de 145 km/h. Vendu 1795 U$ en 1938 et 1695 U$ en 1939, cet appareil fut produit à 248 exemplaires.
- Aeronca 50F Chief : 40 exemplaires à moteur Franklin 4AC de 50 ch.
- Aeronca 50L Chief : 65 exemplaires à moteur Lycoming O-145 de 50 ch.
  - Aeronca 50LA Chief : 20 exemplaires à moteur Lycoming O-145, mais capot moteur recouvrant entièrement les cylindres
- Aeronca 50M Chief : 1 exemplaire à moteur Menasco M-50 de 50 ch [NC21070].
- Aeronca 65C Chief : Apparu en même temps que l’Aeronca 50, moteur Continental A-65 de 65 ch. 279 exemplaires construits.
  - Aeronca 65CA Super Chief : Ce modèle, qui se distinguait du précédent par un aménagement plus luxueux et (en option) un réservoir supplémentaire de 29 litres, fut proposé au prix de 1 895 U$ et vendu à 655 exemplaires. 19 furent réquisitionnés par l’USAF comme L-3F.
- Aeronca 65LA Chief : Sorti en 1939 avec un moteur Lycoming de 65 ch, 87 exemplaires construits.
  - Aeronca 65LB Super Chief : 199 exemplaires similaires aux 65CA Super Chief mais avec un moteur Lycoming. 4 furent réquisitionnés par l’USAAC comme L-3G.
- Aeronca 6 : Fin 1941 débutaient les essais d’une nouvelle version du KCA Chief à structure métallique. Équipé d’un moteur Continental C-75 de 75 ch, l’unique prototype [NX34484] fut passé au pilon à l'entrée en guerre des États-Unis.